# Neoarius velutinus
Neoarius velutinus är en fiskart som först beskrevs av Weber, 1907.  Neoarius velutinus ingår i släktet Neoarius och familjen Ariidae. Inga underarter finns listade i Catalogue of Life.